# La Espiga
La Espiga és una escultura urbana instal·lada als jardins de la losa (la «losina) a l'avinguda de Santander, davant de l'estació ferroviària de Renfe, a la ciutat d'Oviedo, Astúries. És una de les més d'un centenar que adornen els carrers d'aquesta ciutat espanyola.
El paisatge urbà d'aquesta ciutat està adornat per obres escultòriques, generalment monuments commemoratius dedicats a personatges d'especial rellevància en un primer moment, i més purament artístiques des de finals del segle xx.
L'escultura, feta d'acer al carbó, és obra de Rufino Tamayo i està datada 2010.
Es tracta d'una escultura de tres metres d'alçada, i en realitat és una rèplica a menor grandària, d'una altra peça anomenada de la mateixa manera (que mesura uns divuit metres d'altura) i realitzada igualment d'acer al carbó que va ser instal·lada l'any 1980 a la Universitat Nacional Autònoma de Mèxic (UNAM). Aquesta peça és una donació de l'esmentada Universitat (la qual havia rebut el Premis Príncep d'Astúries d'Humanitats l'any 2009) a l'Ajuntament d'Oviedo, amb la intenció de remarcar la presència del que representa la universitat mexicana a Espanya. A través de l'obra l'autor sembla que tracta de representar la importància de la universitat i el coneixement per a la difusió cultural.